# Victor Bodin
Olof Victor Emanuel Bodin, född 13 augusti 1860 i Stockholm, död 7 januari 1937, var en svensk arkitekt. 

## Biografi
Victor Bodin studerade vid Kungliga Tekniska högskolan 1876–1880 och var därefter verksam som arkitekt med egen verksamhet i New York under åren 1880–1898. Efter hemkomsten till Stockholm var han anställd hos Isak Gustaf Clason mellan 1898 och 1902. Mellan 1902 och 1907 arbetade han tillsammans med Bror Almquist, och därefter drev han egen verksamhet. Under 1910-talet var han en av tidens mest anlitade arkitekter i Stockholm; I Malmarmas byggnadsregister är han uppförd med 43 byggnader, och ytterligare 26 tillsammans med Almquist.
Bodin var även verksam som arkitekt vid Kasernbyggnadsnämnden och kom utifrån fastställda planritningar att ansvara för det arkitektoniska utförandet av kaserner i Uddevalla, Örebro, Karlstad, Borås, Skövde och Vänersborg.
Han står bakom flertalet bank- och posthus, bland annat i posthuset i Karlstad 1910, posthuset i Västervik 1912, posthuset i Gävle 1913, och riksbankshuset i Norrköping 1913. Han ritade de kombinerade Post- och telegrafhusen i  Linköping 1913 och Gällivare 1917 samt bostäder för postanställda på sistnämnda ort 1921.

## Verk i urval
- Privathus, särskilt lanthus, i och vid New York 1880–1898
- Katolska församlingens gravkor, Norra kyrkogatan, Stockholm 1901–1903
- Hus i kvarteret Vindruvan (tomterna 18, 19 och 20) på Kungsholmen, Stockholm, tillsammans med Bror Almqvist 1905
- Mälarbadet, Stockholm, 1906
- Strandvägen 7, tillsammans med Hagström & Ekman 1907–1911
- Stockholms högskola 1907–1910
- Gamla Enskedes radhus några av Sveriges första radhus, uppförda 1908–1909 vid Margaretavägen i Gamla Enskede
- Hemmet för gamla, Enskededalen, 1906–1911
- Trädlärkan 5, Valhallavägen 62 / Tyrgatan 10, 1910-1912
- Tofslärkan 2, Odengatan 13, 1912–1914
- Tofslärkan 3, Odengatan 11, 1912
- Riksbankens hus, Norrköping, 1913-1916
- Hantverksföreningens hus, Brunkebergstorg, Stockholm 1914
- Matteus församlingshus, Stockholm, 1915
- Trumslagaren 11 tillsammans med Höög & Morssing, 1920

## Bildgalleri

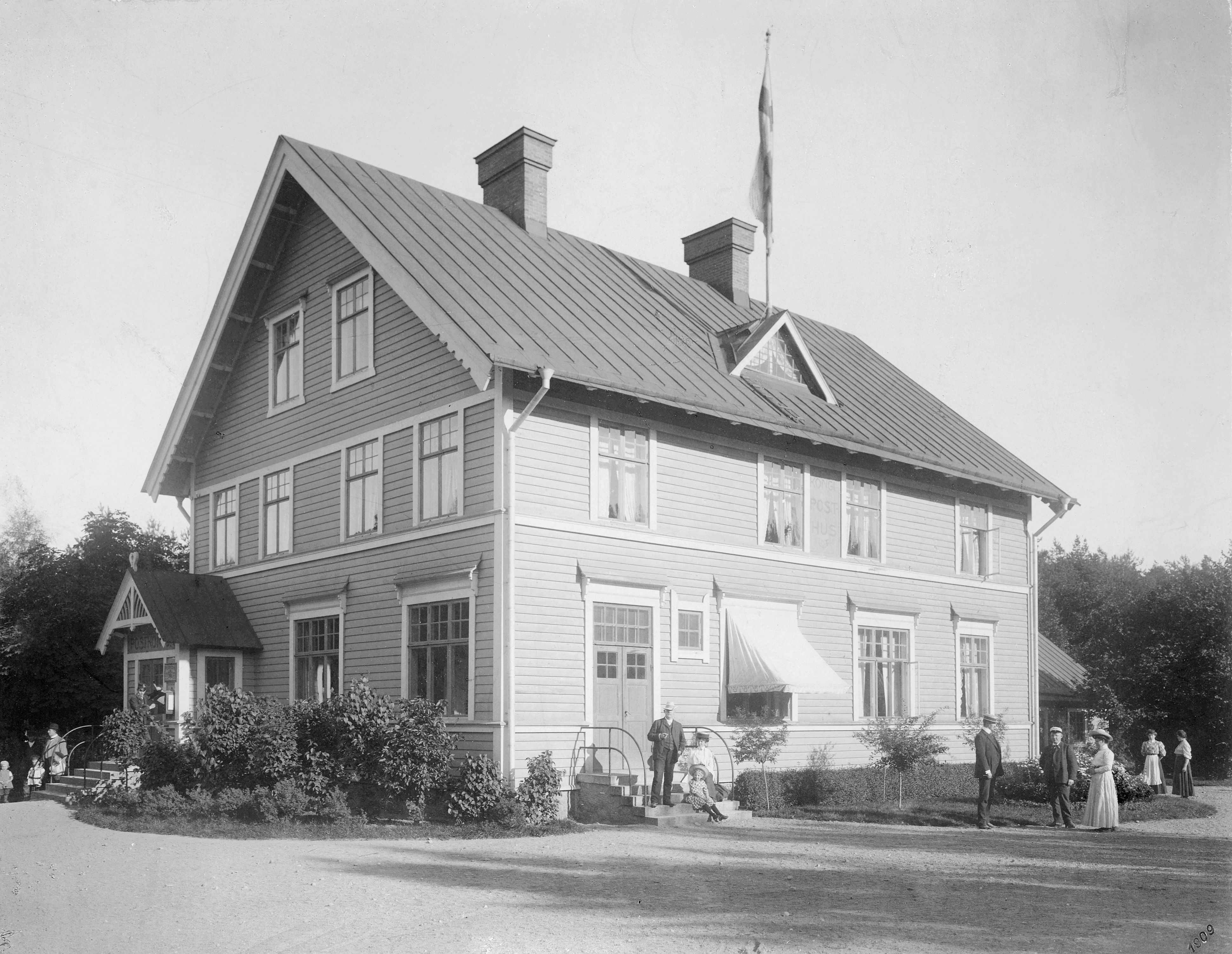
Posthuset i Karlsborg, invigt 1904, rivet 1991
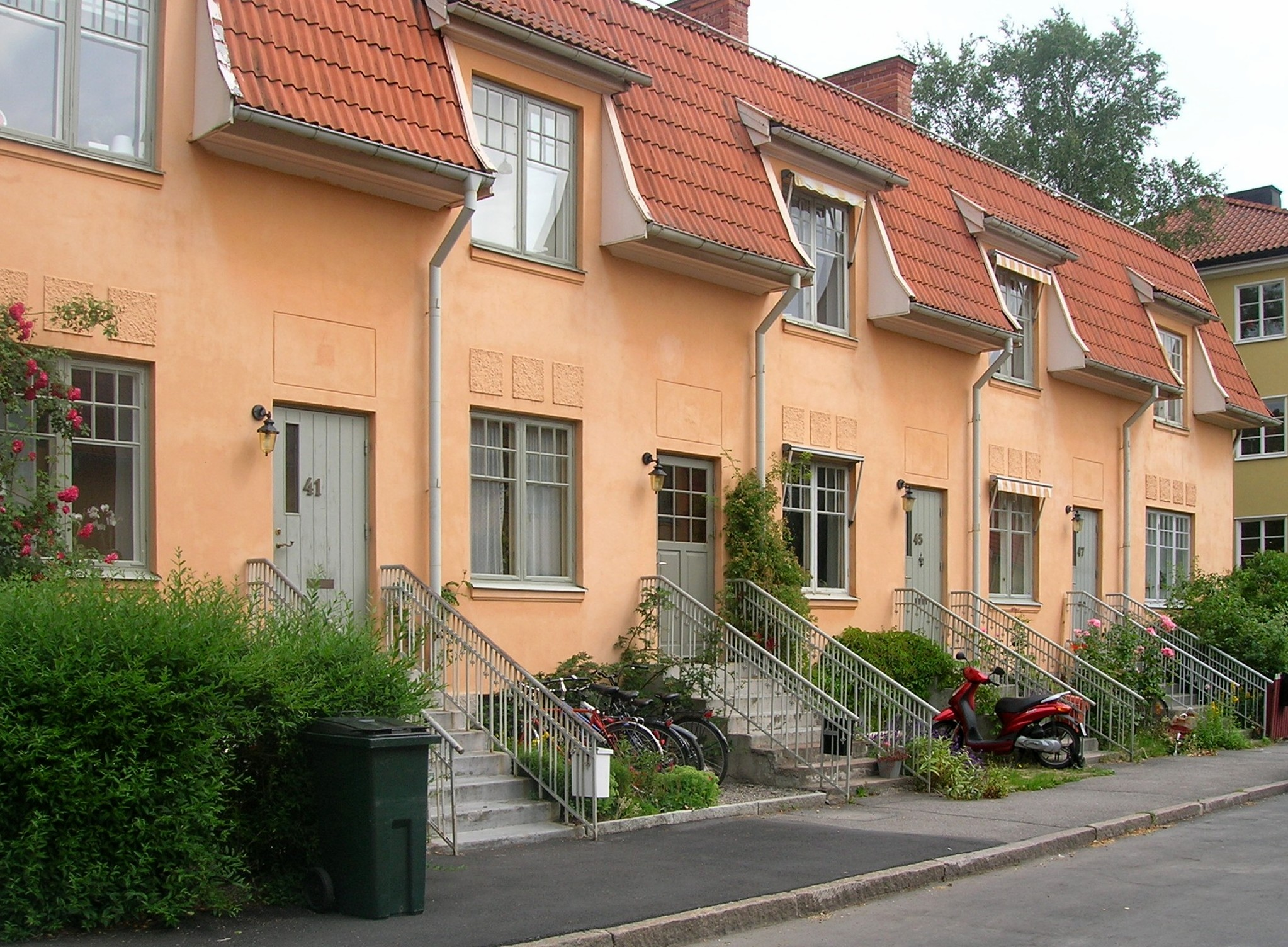
Radhus i Enskede
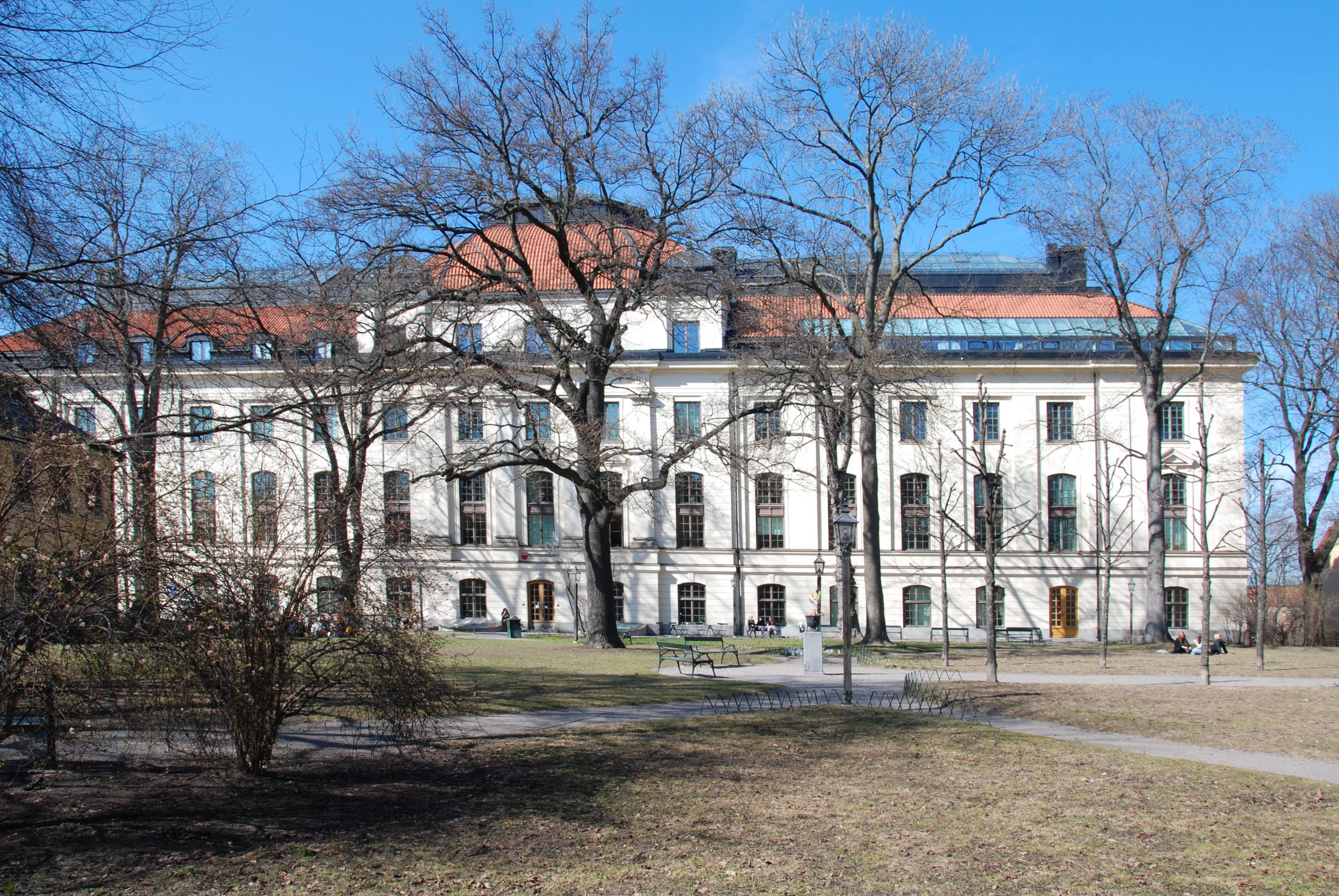
Stockholms högskola
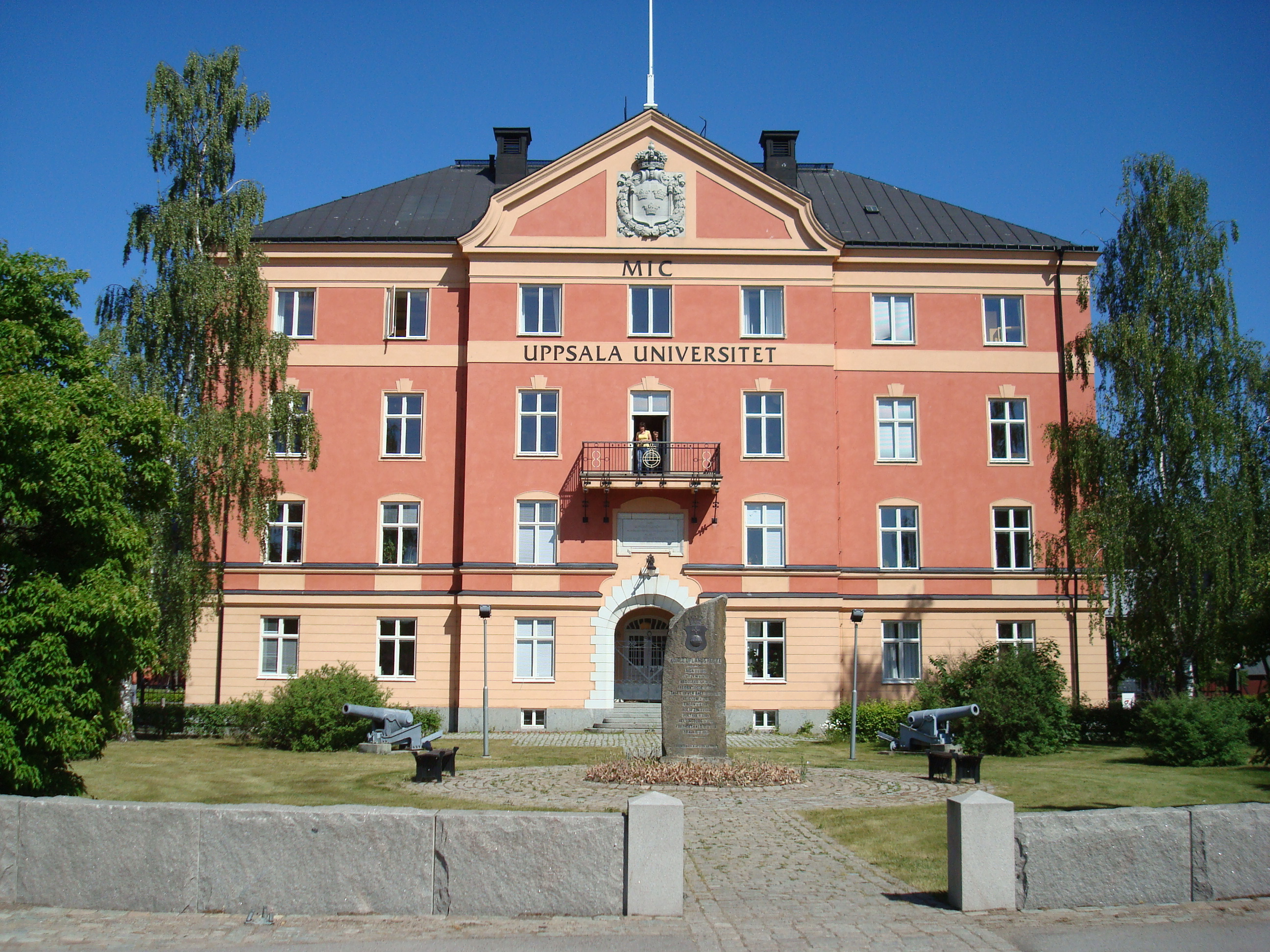
Uppsala garnison
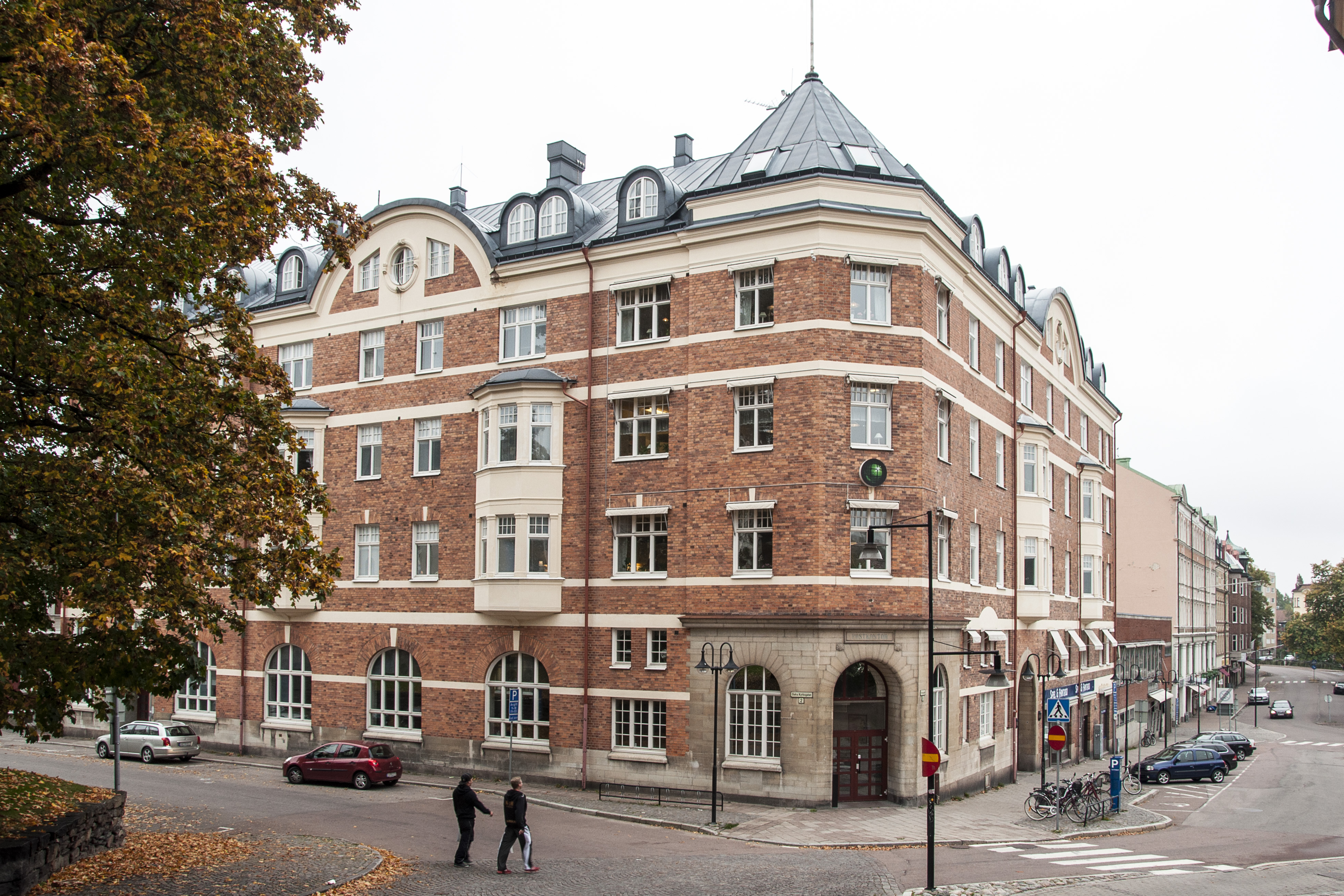
Posthuset i Karlstad
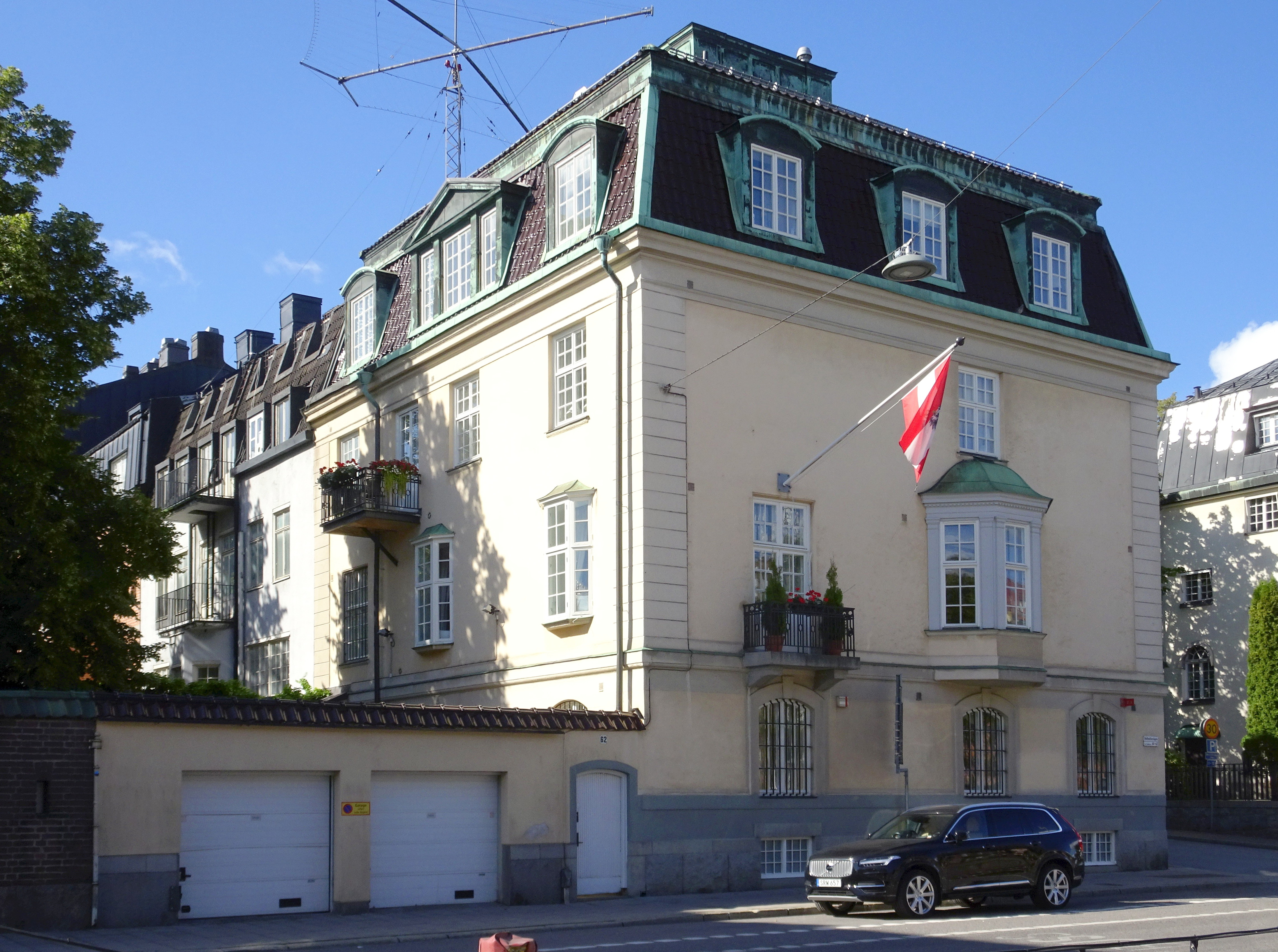
Trädlärkan 5, Tyrgatan i Stockholm